# Weygoldtia hainanensis
Weygoldtia hainanensis — вид павукоподібних ряду фринів (Amblypygi). Описаний у 2022 році.

## Назва
Видова назва hainanensis вказує на типовий ареал виду.

## Поширення
Ендемік китайського острова Хайнань.

## Опис
Вид морфологічно подібний до W. davidovi (Fage, 1946) і W. consonensis Miranda et al . 2021, але його можна розрізнити за комбінацією таких ознак: 26 сегментів у великогомілковій кістці I, 6—7 зубців на хеліцерах, дистибія IV trichobothria sc і sf серія з 10—11 трихоботріями.